# Niccolò Pintucci

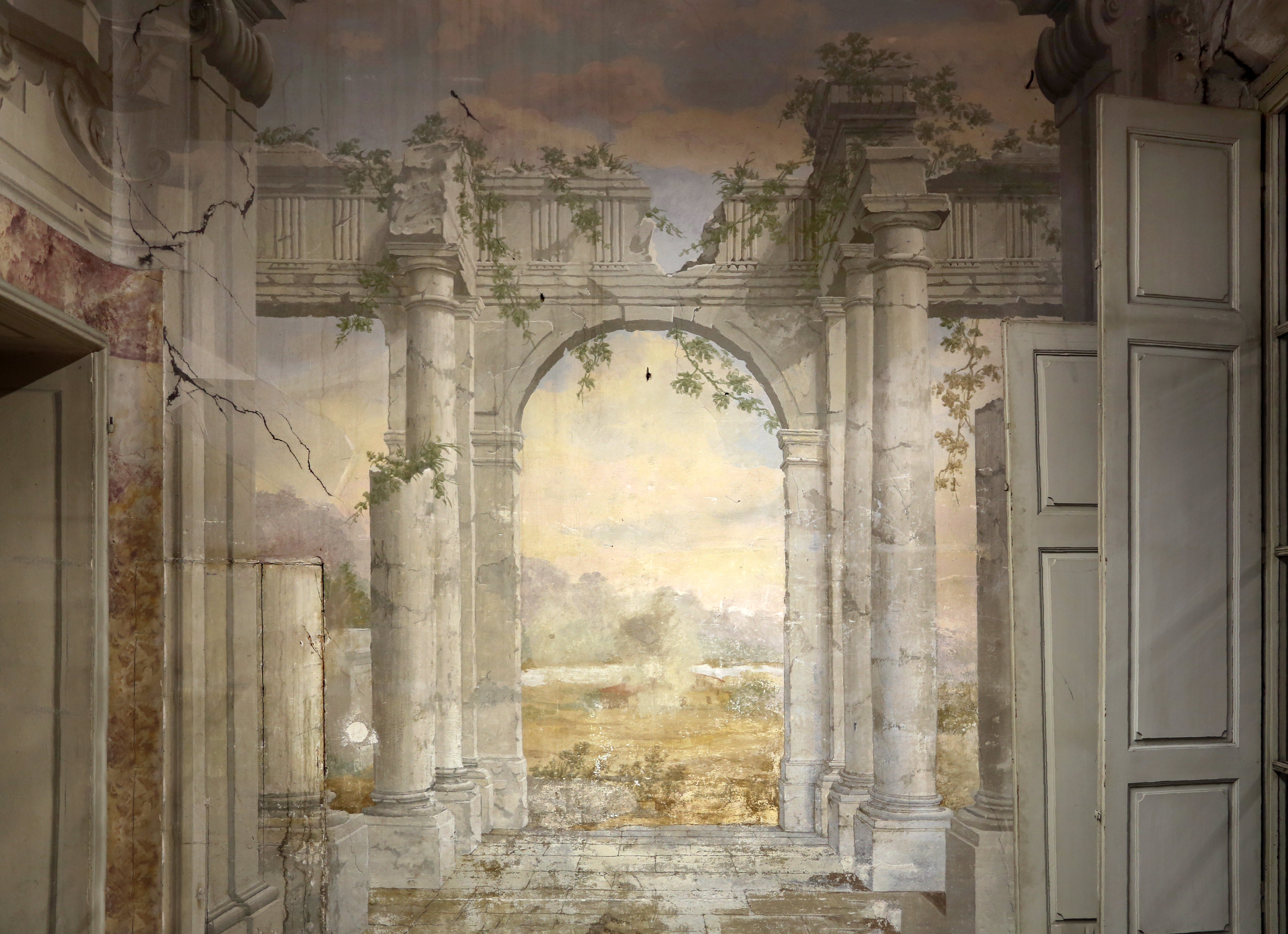
Finte rovine nel palazzo di San Clemente

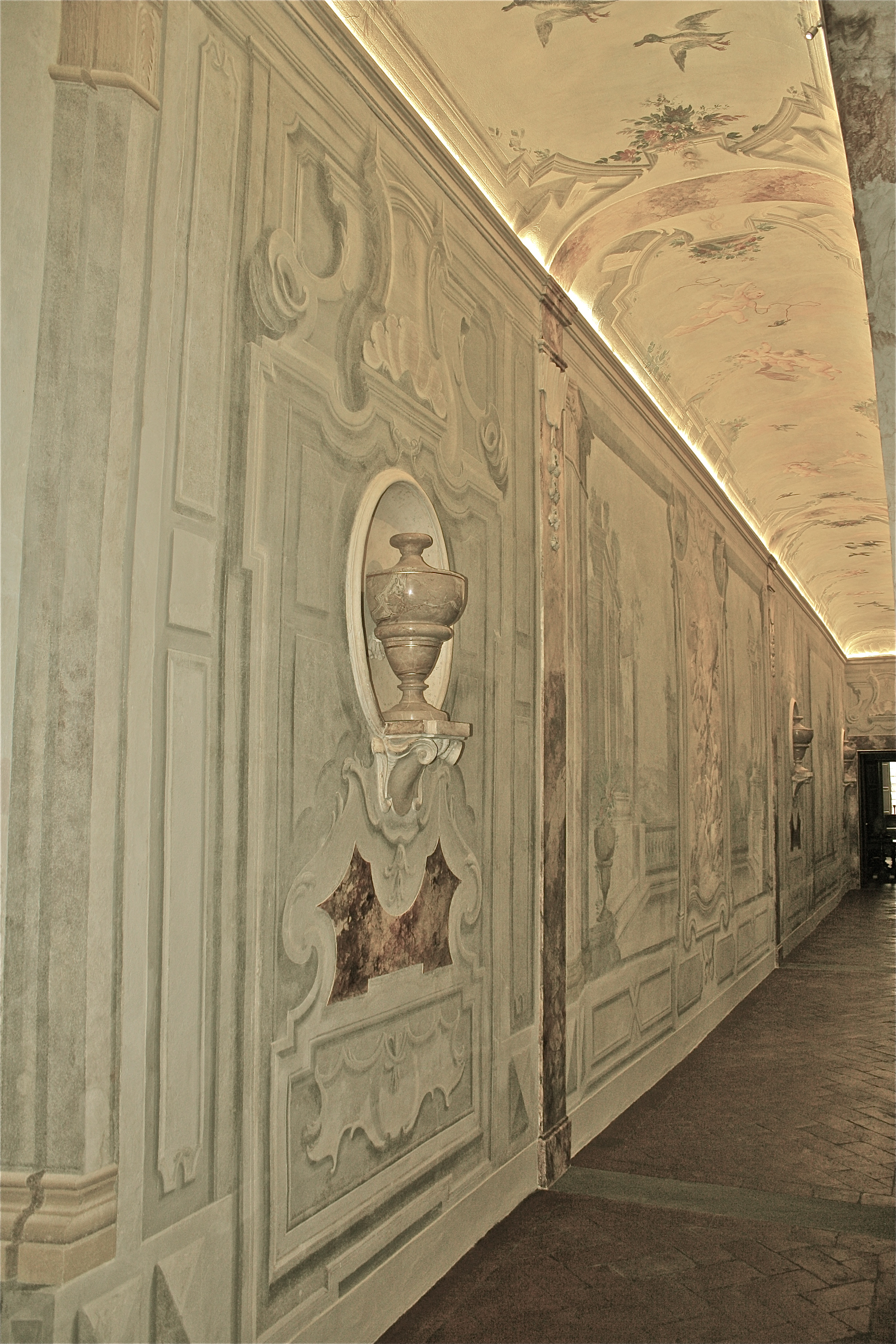
La galleria di palazzo Dami

Niccolò Pintucci (Firenze, 20 settembre 1697 – Firenze, 13 gennaio 1770) è stato un pittore italiano.

## Biografia
Figlio di Ferdinando Pintucci e di Caterina Angiola Massetani, si immatricolò all'Arte del Disegno nel 1727, aprendo poco dopo una propria bottega in piazza Santo Spirito, accanto a palazzo Guadagni. Nel 1729 ottenne la qualifica di Accademico, e nella sua carriera arrivò anche a ricoprire l'incarico di console. 
Lavorò soprattutto come frescante, in particolare, come ricorda anche il Gaburri, come "pittore d'architetture e di prospettive". Un suo importante committente fu Giuliano Dami, favorito di Gian Gastone de' Medici, che gli commissionò tra l'altro la decorazione di una galleria nel suo palazzo in via Maggio e della cappella nella sua villa di Broncigliano a Scandicci. Altri suoi committenti furono i marchesi Tempi (per la villa del Barone) e altre famiglie nobili fiorentine (per palazzo Niccolini al Duomo, palazzo Strozzi di Mantova o il palazzo di San Clemente). Nei primi anni Duemila gli sono stati assegnati anche alcuni dipinti su tela, in particolare alcune vedute della città di Firenze, secondo un gusto che sarebbe poi esploso qualche decennio successivo con l'attività di Giuseppe Zocchi.